# Hemsleya kunmingensis
Hemsleya kunmingensis là một loài thực vật có hoa trong họ Cucurbitaceae. Loài này được H.T. Li & D.Z. Li mô tả khoa học đầu tiên năm 2007.